# 许由寨遗址
许由寨遗址是一处龙山文化时期的新石器时代遗址，位于河南省鄢陵县陈化店镇许由村及其周围，面积约10万平方米，高出地面约5米，文化层厚3—5米；另有寨墙建筑。

## 遗址简介
许由寨遗址中发现的遗迹有灰坑、墓葬等，灰坑有筒形坑、袋状坑和不规则形坑等，墓葬为小型土坑竖穴墓。出土了石器、陶器等遗物，石器有铲、斧、镞、刀、梭等，陶器分为夹砂陶和泥质陶，还发现方鼎足、鸭嘴鼎足、大足鬲、甑、缸、杯等，器物纹饰有方格纹、篮纹、篱笆纹、粗细绳纹、附加堆纹等。从出土的文物和寨墙的建筑模式考证,此处也可能是一处早期古城堡。
2013年5月，许由寨遗址被国务院核定公布为第七批全国重点文物保护单位，属古遗址类。保护范围以寨中央为中心南北长80米，东西宽70米。四周各向外延伸20米为建设控制地带。

## 许由村与许由墓
遗址所在地许由村，相传是上古高士许由的隐居地，寨西的老潩水即是许由“洗耳”处。现存有顺治十四年(1657年)重修许由寺功德碑1通、“许由寨”石匾1方。村路尽头有一座墓冢，墓碑上刻有“万古流芳”、“高士许由之墓”的字样。它是古鄢陵八景之首，冢前曾建有许由寺、许由祠和许由塔，如今寺、祠、塔皆无存。该碑为1993年鄢陵县所立。

## 许姓宗亲文化
相传许由是许姓的祖先（之一）。唐代颜师古的《急就篇注》记载：“许氏，许由之后也”。许昌也因许由而得名，被海内外许氏认为祖根地，许由墓也被列入鄢陵县重点人文景观。1994年以来，许由寨先后接待了数十个许氏宗亲祭祖团的来访拜谒。